# 3857 Cellino
3857 Cellino је астероид главног астероидног појаса чија средња удаљеност од Сунца износи 2,393 астрономских јединица (АЈ).
Апсолутна магнитуда астероида је 13,4.